# Tối thiểu hóa chi phí
Tối thiểu hóa chi phí là hành vi của người sản xuất tìm một kết hợp tối ưu lượng của các yếu tố sản xuất sao cho với mức chi phí thấp nhất để đạt được một mức sản lượng mục tiêu đã xác định sẵn. Kinh tế học vi mô phân tích hành vi tối thiểu hóa chi phí của người sản xuất bằng mô hình dưới đây.

## Giả thiết
- Để cho đơn giản, giả định nhà sản xuất chỉ sử dụng hai yếu tố sản xuất là lao động và vốn.
- Giá của lao động là w, còn giá của vốn là r. Hai mức giá w và r là cố định.
- Lượng lao động được sử dụng là L, và lượng vốn được sử dụng là K.
- Chi phí để sản xuất là C và chỉ bao gồm chi phí cho hai loại yếu tố sản xuất nói trên. C = wL + rK = f(w, L, r, K). Hàm số này được gọi là hàm chi phí.
- Sản lượng mục tiêu là Y cố định. Y = f(L,K)

## Mô hình
C = minK,L wL + rK
với Y = f(L,K)

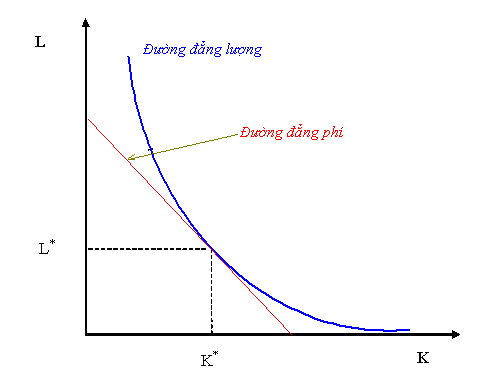
Tổ hợp L^{*} và K^{*} cho phép tối thiểu hóa chi phí để đạt được một sản lượng xác định trước.

Giải bài toán tối ưu hóa có ràng buộc trên cho ra kết quả là tỷ lệ biên thay thế kỹ thuật giữa hai yếu tố sản xuất đúng bằng tỷ lệ giữa mức giá của hai yếu tố đó. Trên cơ sở đó, tính ra L* và K* là các mức đầu vào tối ưu.

## Minh họa bằng hình
Khi minh họa bằng hình vẽ, lời giải tối ưu của bài toán trên chính là tiếp điểm của đường đẳng lượng và đường đẳng phí. Độ dốc của đường đẳng lượng bằng tỷ lệ biên thay thế kỹ thuật, còn độ dốc của đường đẳng phí bằng tỷ lệ giữa mức giá của hai yếu tố sản xuất.